# Xueyantuo
Gli Xueyantuo (薛延陀) (Seyanto, Seyanto, Se-Yanto) o Syr Tardush sono un antico popolo turco della confederazione Tiele e anche un antico khanato turco dell'Asia centrale/settentrionale. Dopo essere stati in un certo momento i vassalli dei Göktürk, si allearono con la Cina della dinastia Tang contro i loro ex padroni. La patria degli Xueyanto si trova vicino al fiume Selenga/fiume Xueyanhe (薛 延河 江 / 偰 輦 河 江), così che il nome esatto della loro tribù è Seyanto /Xueyantuo (薛延陀). I caratteri cinesi usati per designarli subirono notevoli cambiamenti nel corso delle dinastie, così che questa tribù è variamente conosciuta con i nomi Xueyantuo, Xueyanhe, Xienianhe, Seyanto, Selenga, Selyanha, ecc.

## Storia
Inizialmente, gli Xue e gli Yantuo erano due tribù distinte. Quando i Cinesi incontrarono gli Xue per la prima volta, li chiamarono Xinli, ma i contatti tra i due popoli ben presto si interruppero e ripresero solo nel VII secolo, quando si utilizzava il termine Xue. Dopo Yishibo, gli Xueyantuo fondarono un khaganato con una durata molto breve. Fu creato da Zhenzhu Khan, al quale succedette suo figlio Duomi Khan e suo nipote Yitewushi Khan, quest'ultimo alla fine sottomesso ai Cinesi.
Il 27 marzo 630, gli Xueyantuo, alleati con i Cinesi, sconfissero il Khaganato turco orientale nei Monti Yin. Illig Qaghan, il khan dei Turchi, fuggì, ma finì per essere consegnato ai Cinesi da uno dei suoi uomini il 2 maggio.
Dopo la sconfitta finale dei Turchi orientali, gli Xueyantuo diventarono i padroni effettivi del territorio dei vinti e iniziarono un rapporto ambiguo con i loro alleati cinesi, essendo a volte sottomessi ai Tang e a volte in guerra contro loro e il successivo khan dei Göktürk orientali che i Tang sostenevano, il Qilibi Khan Ashina Shimo.
Nel 632, gli Xueyantuo respinsero un esercito di Si Yabu Qaghan, del Khaganato turco occidentale, poi sottomisero i Qarluq, che vivevano vicino ai fiumi Ulungur e Irtysh, e poi le tribù dei Kirghisi dello Enisej. Nel 634, uno dei loro rivali, Dubu Qaghan (Ashina Shier), il figlio di Chuluo Khan, che governava gran parte della metà orientale del Khaganato turco occidentale, fu eliminato prima di riuscire a scappare in Cina.
Dopo ciò, mantennero relazioni amichevoli con i Cinesi fino al 639, quando Ashina Jiesheshuai (阿史那结社率), un membro della famiglia reale dell'ex Kaghanato turco orientale tentò di attaccare il palazzo imperiale perché l'imperatore aveva violentemente criticato la sua condotta. Jiesheshuai si alleò allora con suo nipote Ashina Heluohu (阿史那贺逻鹘), scegliendolo come capo dell'attacco. L'attacco avvenne il 19 maggio, ma si concluse con un fallimento seguito dall'esecuzione di oltre 40 ribelli. Heluohu viene risparmiato ed espulso verso l'estremo sud.
Dopo questo incidente, il modo di gestire i Turchi orientali da parte della Cina cambiò e un nuovo assetto fu trovato il 13 agosto. Fu presa allora la decisione di espellere tutti i Göktürk a nord di Ordos, nel tentativo di ricreare il Khaganato, sperando così i Cinesi di controllare la regione attraverso uno stato vassallo, mentre instauravano una zona cuscinetto tra loro e gli Xueyantuo. In effetti, in quella data, i due popoli si imbarcarono in una competizione per il controllo dei territori situati più a ovest.
Tra i nobili göktürk, fu Ashina Simo ad essere scelto per divenire il nuovo qaghan, con il titolo di Qilibi Khan. La capitale del nuovo khan si trovava al confine tra il nuovo khaganato e la Cina. Questo tentativo però fallì perché Simo non fu in grado di raccogliere il suo popolo, diversi membri della sua tribù avendo preferito fuggire verso sud nel 644 dopo una serie di incursioni degli Xueyantuo, aiutati dai Cinesi, che si conclusero con degli insuccessi. Questi insuccessi e il torbido gioco diplomatico dei Cinesi ruppero ogni forma di fiducia tra questi ultimi e i loro alleati della confederazione Tiele. La crisi peggiorò l'anno successivo, quando ebbe luogo un colpo di Stato pall'interno del clan degli Xueyantuo.
Tutto questo sfociò in un conflitto aperto tra la Cina dei Tang e gli Xueyanto, che terminò il 1º agosto 646, quando furono sconfitti da un'alleanza tra gli Uiguri (Huihu, 回纥) e i Cinesi, guidata dal generale Li Daozong, principe di Jiangxia. Durante i combattimenti, Bazhuo, il Duomi Khan degli Xueyantuo, fu ucciso dagli Uiguri. Duomozhi, alias Yitewushi Khan, l'ultimo khan degli Xueyantuo, si arrese. Ciò che restava delle loro forze fu distrutto due anni dopo, il 15 settembre.
Verso la fine della dinastia Tang, un gruppo di sopravvissuti xueyantuo, conosciuti come il popolo Shatuo, iniziò a svolgere un ruolo molto importante nella politica cinese. Successivamente, i capi del regno di Jin (907-923), dei Tang posteriori, dei Jin posteriori, degli Han posteriori e degli Han settentrionali, del Periodo delle Cinque Dinastie e dei Dieci Regni, sarebbero stati tutti Shatuo.

## Khan degli Xueyantuo
- Yishibo (乙 失 缽), Yiedie Khan (也 咥 可汗) (? -628?)
- Yi nan (夷 男), Zhenzhupiqie Khan (真珠 毗 伽 可汗) o, nella versione breve, Zhenzhu Khan (真珠 可汗) (628-645)
- Bazhuo (拔 灼) Jialijulishixueshaduomi Khan (頡 利 俱 力 失 薛 沙 多 彌 可汗) o, nella versione breve, Duomi Khan (多 彌 可汗) (645-646)
- Duomozhi (咄 摩 支), Yitewushi Khan (伊特 勿 失 可汗) (646)

## Cognome dei khan
Il cognome dei khan degli Xueyantuo è incerto, anche se il moderno storico cinese Bo Yang indica il loro cognome come "Yishi" nella sua edizione del Tongjian Zizhi, conosciuta come Edizione Bo Yang, ma senza menzionare la o le fonti da cui ricava queste informazioni. È possibile che Bo sia stato influenzato dal Tongdian, un'enciclopedia cinese che si riferisce agli Xueyantuo utilizzando il cognome Yilitu (壹利吐), Yiliduo (利咄) come nel Cefu Yuangui e Yilidie (壹利咥) come nel Nuovo libro dei Tang.
Secondo Cen Zhongmian, i nomi citati sopra sono relativi a una variante di elteris. Duan Lianqin afferma che il nome Yishibo (Yiedie Khan) può essere letto ugualmente Yedie (也 咥) Nella sua edizione originale, lo Zizhi Tongjian si riferisce a un generale di etnia xueyantuo chiamato Duomo (forse colui che portò il titolo di Yitewushi Khan dopo essere diventato un generale Tang), usando il cognome Xue. Tuttavia, il Tongjian è contraddetta dal Tang Huiyao che indica Duomo non era Yitewushi Khan e che morì morto durante il regno dell'imperatore Taizong.
Il Tang Huiyao afferma anche che i sovrani degli Xueyantuo asserivano che il nome originale della loro tribù era Xue (薛/偰) e che era stato cambiato in Xueyantuo dopo gli Xue avevano sconfitto e assorbito la tribù Yantuo.